# Buchanan Dam
Buchanan Dam é uma Região censo-designada localizada no estado norte-americano do Texas, no Condado de Llano.

## Demografia
Segundo o censo norte-americano de 2000, a sua população era de 1688 habitantes.

## Geografia
De acordo com o United States Census Bureau tem uma área de 
52,2 km², dos quais 19,7 km² cobertos por terra e 32,5 km² cobertos por água.

## Localidades na vizinhança
O diagrama seguinte representa as localidades num raio de 24 km ao redor de Buchanan Dam. 